# Kiczyce
Kiczyce (deutsch Kitschitz) ist eine Ortschaft mit einem Schulzenamt der Gemeinde Skoczów im Powiat Cieszyński der Woiwodschaft Schlesien, Polen.

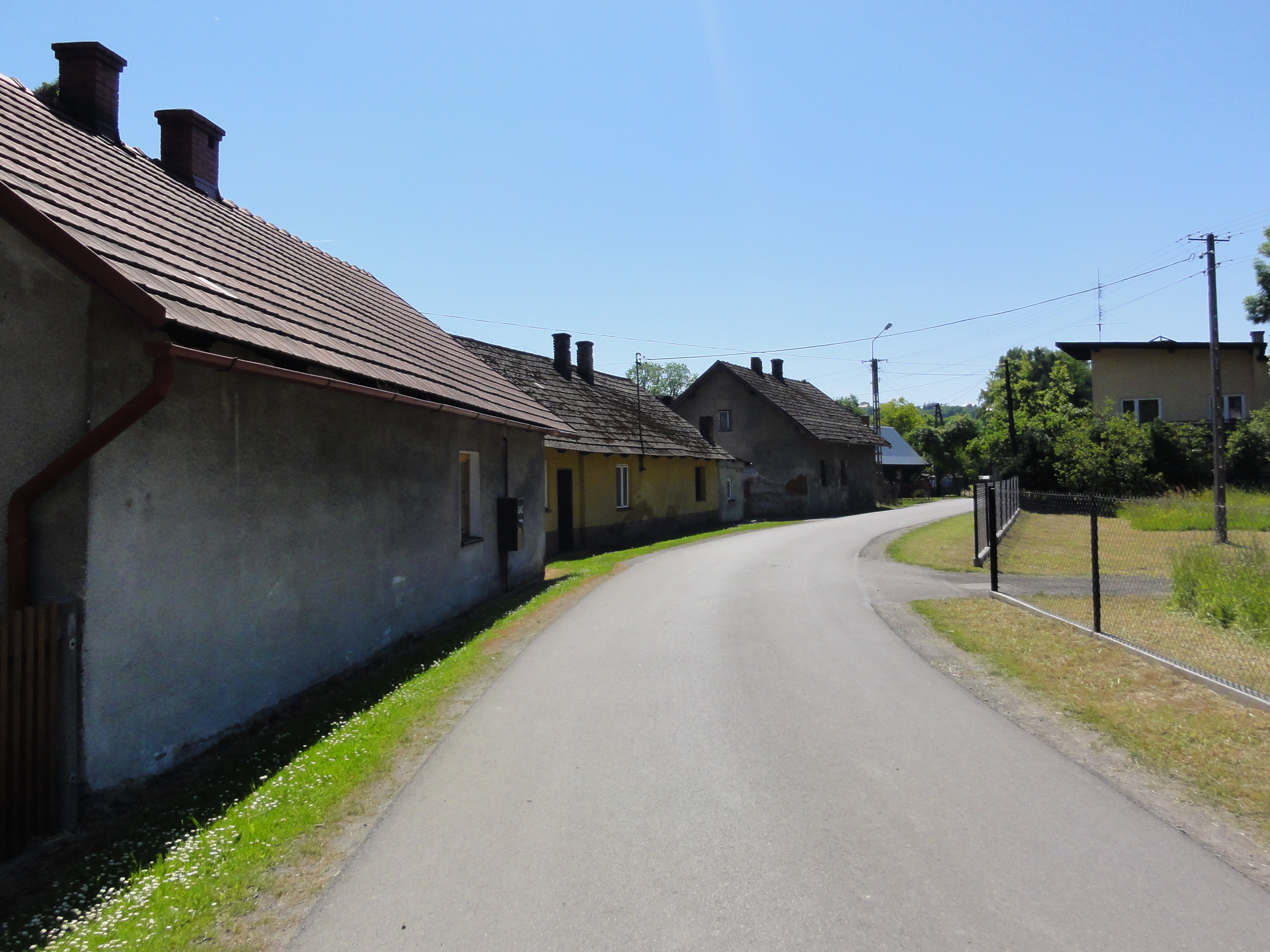
Eine Gasse

## Geographie
Kiczyce liegt im Auschwitzer Becken (Kotlina Ostrawska), an der Weichsel etwa 18 km westlich von Bielsko-Biała und 50 km südlich von Katowice im Powiat (Kreis) Cieszyn.
Das Dorf hat eine Fläche von 730 ha.
Nachbarorte sind Zaborze im Norden, Pierściec im Osten, die Stadt Skoczów im Süden, Ochaby und Wiślica im Westen.

## Geschichte
Das Dorf liegt im Olsagebiet (auch Teschner Schlesien, polnisch Śląsk Cieszyński).
Der Ort wurde im Jahr 1316 erstmals urkundlich als Kytsitz erwähnt. Der Name ist patronymisch abgeleitet vom Vornamen Kika mit typischen patronymischen Wortende -yce (wie auch -(ow)ice).
Politisch gehörte das Dorf ursprünglich zum Herzogtum Teschen, dies bestand ab 1290 in der Zeit des polnischen Partikularismus. Seit 1327 bestand die Lehensherrschaft des Königreichs Böhmen und seit 1526 gehörte es zur Habsburgermonarchie.
Nach der Aufhebung der Patrimonialherrschaften bildete es ab 1850 eine Gemeinde in Österreichisch-Schlesien, Bezirk Bielitz und Gerichtsbezirk Skotschau. In den Jahren 1880–1910 verkleinerte sich die Einwohnerzahl von 575 im Jahr 1880 auf 499 im Jahr 1910, es waren überwiegend polnischsprachige (zwischen 96,9 % und 100 %), 1890 auch 18 (3,1 %) deutschsprachige. Im Jahre 1910 waren 73,7 % römisch-katholisch, 25,7 % evangelisch, es gab 3 Juden.
1920, nach dem Zusammenbruch der k.u.k. Monarchie und des Polnisch-Tschechoslowakischen Grenzkriegs kam Kiczyce zu Polen. Unterbrochen wurde dies nur durch die Besetzung Polens durch die Wehrmacht im Zweiten Weltkrieg.
Von 1975 bis 1998 gehörte Kiczyce zur Woiwodschaft Bielsko-Biała.

## Persönlichkeit
- Rudolf Bażanowski (* 6. Februar 1953 in Kiczyce), lutherischer Theologe, von 1992 bis 2018 Bischof der Diözese Masuren der Evangelisch-Augsburgischen Kirche in Polen